# Otkliknoj Greben
Otkliknoj Greben (Russisch: Откликной Гребень), ook bekend onder de namen Perekliknoj log (Перекликной лог), Bolsjoj Greben (Большой Гребень) en Otkliknaja (Откликная), is na de Kroeglitsa de op een na hoogste berg van de Grote Taganaj in de Zuidelijke Oeral. De bergkam is 1.155 meter hoog en ligt in het nationaal park Taganaj op 16 kilometer ten noorden/noordoosten van de industriestad Zlato-oest in het westen van de Russische oblast Tsjeljabinsk. De top van de berg biedt een wijd uitzicht over de stad Zlato-oest.

## Naam
De naam 'Otkliknoj Greben' ("echoënde kam") is afgeleid van de kopvormige contour van de berg gezien vanaf de stad Zlato-oest en de luide veelvuldige echo die ontstaat door de weerkaatsing van het geluid op de bijna verticale rotshelling. Over de herkomst van de echo wordt de volgende legende verteld: In de Otkliknoj Greben bevond zich een grot, waarin een woest beest woonde. Een kluizenaar zou daarop tot God hebben gebeden om de vernietiging van het beest. Daarop zou God het beest met een stuk rots hebben gedood en zou ter nagedachtenis het geluid van het beest zijn achtergelaten in de berg.

## Geografie
De bergkam heeft een lengte van ongeveer 800 meter en meet ongeveer 150 meter van de voet tot de top. De westelijke helling verloopt wat geleidelijk, terwijl de oostelijke helling bijna kaarsrecht omhoog loopt. De bergkam bestaat uit kwartsieten en kristallijne schisten.
Aan de voet groeit een zilversparrenbos en aan de noordelijke uiteinde bevindt zich een klein plateau. De bergkam ligt tussen de Dvoeglavaja Sopka in het zuiden en de Kroeglitsa in het noorden.
In 1947 botste in de mist een vliegtuigje tegen de bergkam, waarbij vijf mensen omkwamen.

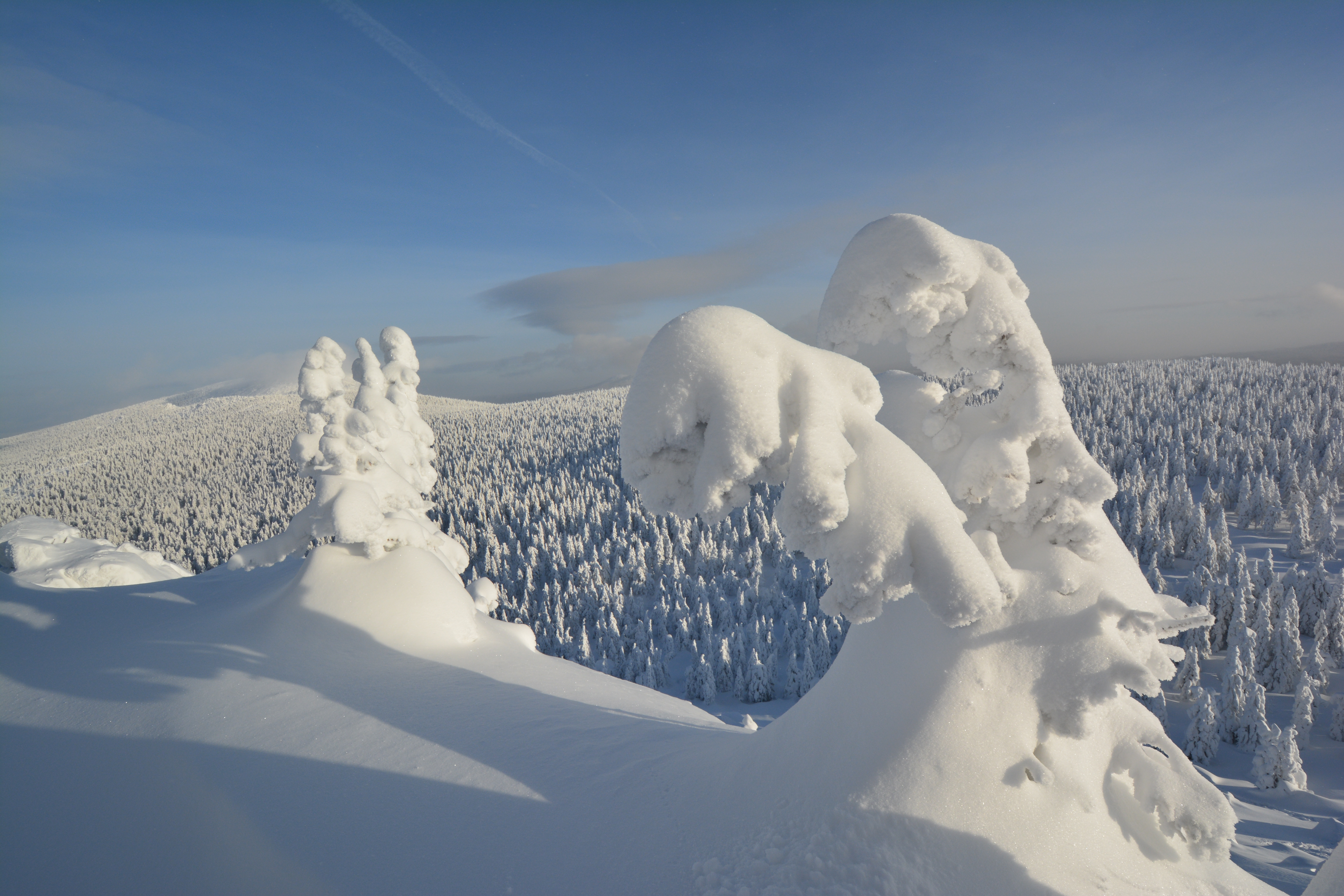
Gezicht vanaf de Otkliknoj Greben op het omringende landschap in de winter
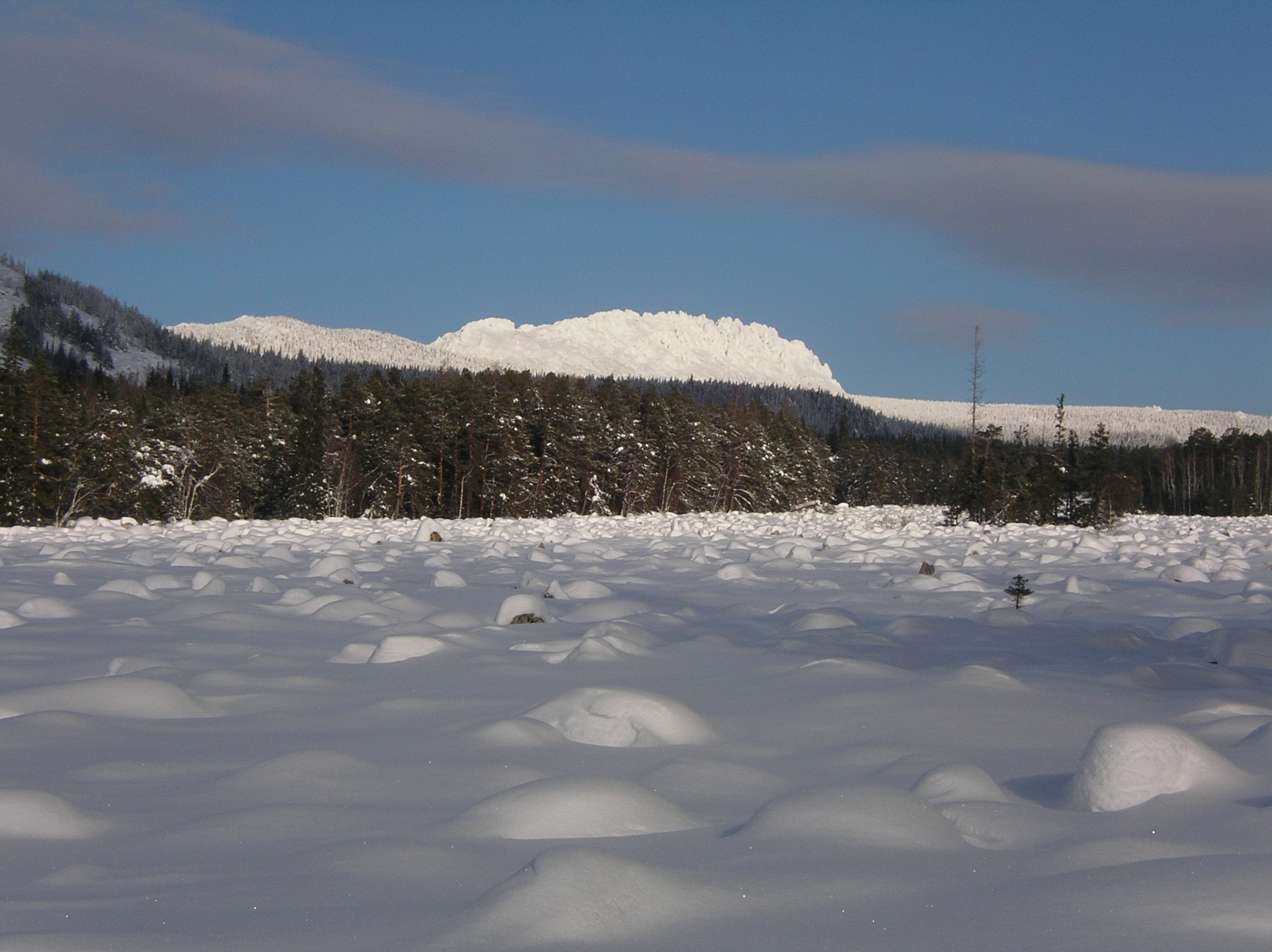
De Otkliknoj Greben (1.155 m) in de winter (de witte berg op de achtergrond)